# Élisabeth Ercy
Élisabeth Ercy (Dresde, 20 de julio de 1944) es una actriz francesa. Debutando en el cine en Fedra (1962) de Jules Dassin, inició una breve carrera cinematográfica que incluyó la industria anglosajona, como por ejemplo la película de terror The Sorcerers (1967). Durante los años 1960 tuvo una relación con el actor Michael Caine.

## Filmografía
- Fedra (1962)
- The Victors (1963)
- Muerte, ¿dónde está tu victoria? (1964)
- Les Amoureux du France (1964)
- Sans merveille (1964)
- Merveilleuse Angélique (1965)
- Pas de caviar pour tante Olga (1965)
- Doctor in Clover (1966)
- The Sorcerers (1967)
- Fathom (1967)